# 모척
모척(毛尺, ?~660년)은 신라의 관리이자, 반역자이다.

## 생애
본래 대야성주 김품석의 막료였지만, 642년에 백제가 대야성을 함락시키는데 공헌한다. 660년 백제멸망 후 나당 연합군에 의해 처형되었다.

## 모척이 등장한 작품
- 《대왕의 꿈》(KBS, 2012년 ~ 2013년, 배우 : 장준녕)

## 같이 보기
- 검일